# Белл-Айл (парк, Мичиган)
Парк Белль-Айл, более известный как Белль-Айл (/bɛlˈaɪəl/) — государственный парк в Детройте, штат Мичиган, созданный в конце XIX века.
Управляется Департаментом природных ресурсов Мичигана, является крупнейшим городским островным парком в США и третий по величине на реке Детройт после Файтинг и Гросс-Иль.
На территории парка находится аквариум, консерватория, природный центр и фонтан.